# Malaquías de Armagh
Malaquías de Armagh (Armagh, 1094-Clairvaux, 2 de noviembre de 1148) fue el arzobispo católico de Armagh en Irlanda. Se le recuerda sobre todo por dos listas de profecías que se le atribuyen, pero que aparentemente fueron escritas varios siglos después de su muerte: la profecía sobre los papas (1595) y la profecía sobre Irlanda (1690).
Su festividad se celebra el 3 de noviembre. Malaquías fue el primer santo irlandés nativo en ser canonizado formalmente.

## Biografía
Según su hagiógrafo, el religioso Bernardo de Claraval, Malaquías tenía un origen noble, siendo hijo del Lector de Armagh.
San Celso le ordenó sacerdote en 1119, y en 1123 fue nombrado abad de Bangor. Un año después alcanzó la dignidad de obispo de Bangor y, en 1124, de primado de Armagh. En 1127 pasó a ser el confesor del príncipe Cormac MacCarthy de Desmond. Tras el saqueo de Connor establecería allí una comunidad monástica bajo la tutela de Cormac, ya rey. Al morir san Celso (1132), fue nombrado arzobispo de Armagh no sin pasar por varias intrigas. Entre otras, hubo de comprar el báculo de Jesús a un usurpador.
Hombre de gran celo religioso, su amigo, san Bernardo de Claraval, nos recuerda que Malaquías restauró la disciplina en el seno de la Iglesia de Irlanda, persiguió el paganismo y restableció la moral católica. Dividió la sede pastoral entre Down y Connor, quedándose en la primera, donde establecería un priorato. A principios de 1139 viaja a Roma pasando por Escocia, Inglaterra y Francia, donde visitó a san Bernardo. Su intención era pedirle al papa Inocencio II palios para las sedes apostólicas de Armagh y Cashel.
Malaquías encontró una situación espantosa en Roma, totalmente corrupta y con el papado a merced de los señores italianos. Volvió a su tierra natal con los dos palios y la dignidad de «primado de Irlanda».
En 1142 estableció la gran Abadía de Mellifont. Quiso volver a Roma en 1148 pero, hallándose en Clairvaux, cayó enfermo y murió en los brazos de san Bernardo.
Fue canonizado por el papa Clemente III el 6 de julio de 1190, convirtiéndose en el primer santo irlandés nativo en ser canonizado formalmente.
La relación de sus numerosas reliquias se halla enumerada en el volumen CLXXXV del Patrologiae cursus completus de Jacques-Paul Migne.